# أكملة
أَكْمِلة أو أَبْجًدِيَّة (الاسم العلمي Stalkya muscicola)، هو نبات عشبي بري حولي من فصيلة سحلباوات، مهده الهند ومناطق أمريكا الجنوبية
الحارة. طعم النبات الغض حريف ومفلفل، يُحْدِثُ مضغه ولوكه إفرازاً كبيراً من اللعاب. ولهذا كان يُنصح به كَمُلَعَّب ومُرْضِب، 
لكي يكسب اللثتين متانة في أنسجتها العضوية، كما كان يُنصح به في حال الإصابة بداء الحفر.

## المنافع الطبية
نبات يفيد فَقْد الرَّيق وضعف اللثة وداء الحفر وتأخر النطق. يزرع في الحدائق أنواع 
تتقارب من الأبجدية وتتحلى بخصائصها الطبية ذاتها تقريباً. يقال إن الأبجدية تحوي خاصة
حل عقدة اللسان لذلك يعطونها للأطفال الذين يتأخرون بالنطق فيلوكونها ويمضغونها.